# Jade Simmons
Jade Simmons (Charleston, 1978) es una pianista estadounidense que se presentó como una candidata independiente para las elecciones presidenciales de Estados Unidos de 2020. Simmons lanzó su campaña en enero de 2020. Su compañera de fórmula era Claudeliah Roze.

## Carrera
Simmons es una pianista, presentadora de arte, emprendedora artística y autora.
Fue coronada Miss Chicago y Miss Illinois en 1999 y fue nombrada primera finalista en el certamen de Miss América 2000.
En 2004, Simmons fundó la Serie Impulse Artists, que fue la ganadora en 2009 de la Mejor Serie de Artes Sin Fines de Lucro de Houston Press.